# NGC 2438
NGC 2438 es una nebulosa planetaria en la constelación de Puppis, la popa del Argo Navis. Visualmente aparece en los confines del cúmulo abierto M46, pero en realidad se halla más cerca de nosotros, a unos 2900 años luz de distancia (si bien recientemente se ha propuesto su asociación con el cúmulo). Es muy difícil su identificación ya que es imprescindible una noche muy oscura pero resulta fascinante el observar ambos; un filtro nebular puede ayudar bastante a su observación.
La estrella central de la nebulosa tiene magnitud 17,5 y muestra un espectro continuo. Cerca de ella se aprecia una estrella brillante, probablemente un miembro del cúmulo M46 y por tanto casi al doble de distancia. Muchas otras de las estrellas del campo visual también pertenecen al cúmulo.
NGC 2438 fue descubierta por William Herschel en 1786.